# Петрограновка
Петрогра́новка — деревня в Боханском районе Иркутской области. Входит в состав муниципального образования «Укыр».

## География
Находится в 38 км к юго-востоку от районного центра, посёлка Бохан, и в 10 км к югу от центра сельского поселения — села Укыр.

## Население
| 2002 | 2010 | 2011 | 2012 |
| ---- | ---- | ---- | ---- |
| 180  | ↗183 | →183 | ↗186 |

По данным Всероссийской переписи, в 2010 году в деревне проживали 183 человека (95 мужчин и 88 женщин).